# 葉鹿橋

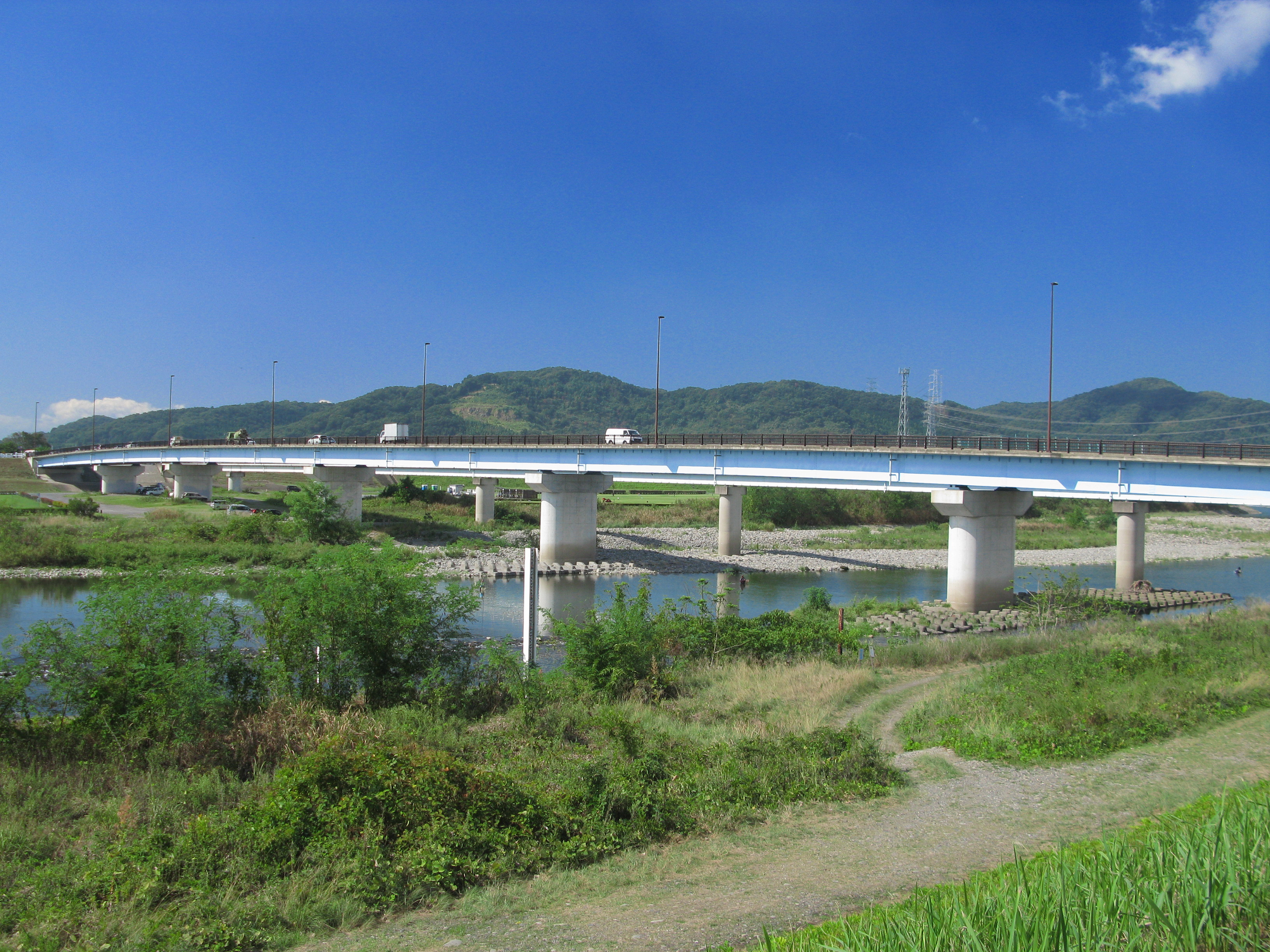
葉鹿橋（2012年9月）

葉鹿橋（はじかばし）は、栃木県足利市・群馬県太田市の渡良瀬川に架かる橋である。

## 概要
群馬県道・栃木県道254号丸山葉鹿線（旧・県道254号毛里田坂西線）の一部であり、足利市葉鹿町と太田市原宿町を結んでいる。橋長296.1m。歩道は下流側に設けられている。
旧橋は1955年（昭和30年）に栃木県側が完成。また川幅変更により1968年（昭和43年）に群馬県側を増橋した。橋長295.3m。また、1990年（平成2年）3月に上流側に並行して幅員3.4mの自転車・歩行者専用の側道橋が架けられた。
そのため栃木県側が幅員5mであり、群馬県側が幅員6mと途中で幅員が変わるため通行に注意を要し、また幅員が狭いため大型車同士の交互が困難であった。また、老朽化が進んだため、2003年（平成15年）に下流側に新橋を架設するとともに、2004年（平成16年）に旧橋を解体した。新橋は幅員10.5mと広くなり、また、接続道も改良され渋滞解消につながった。

## 風景

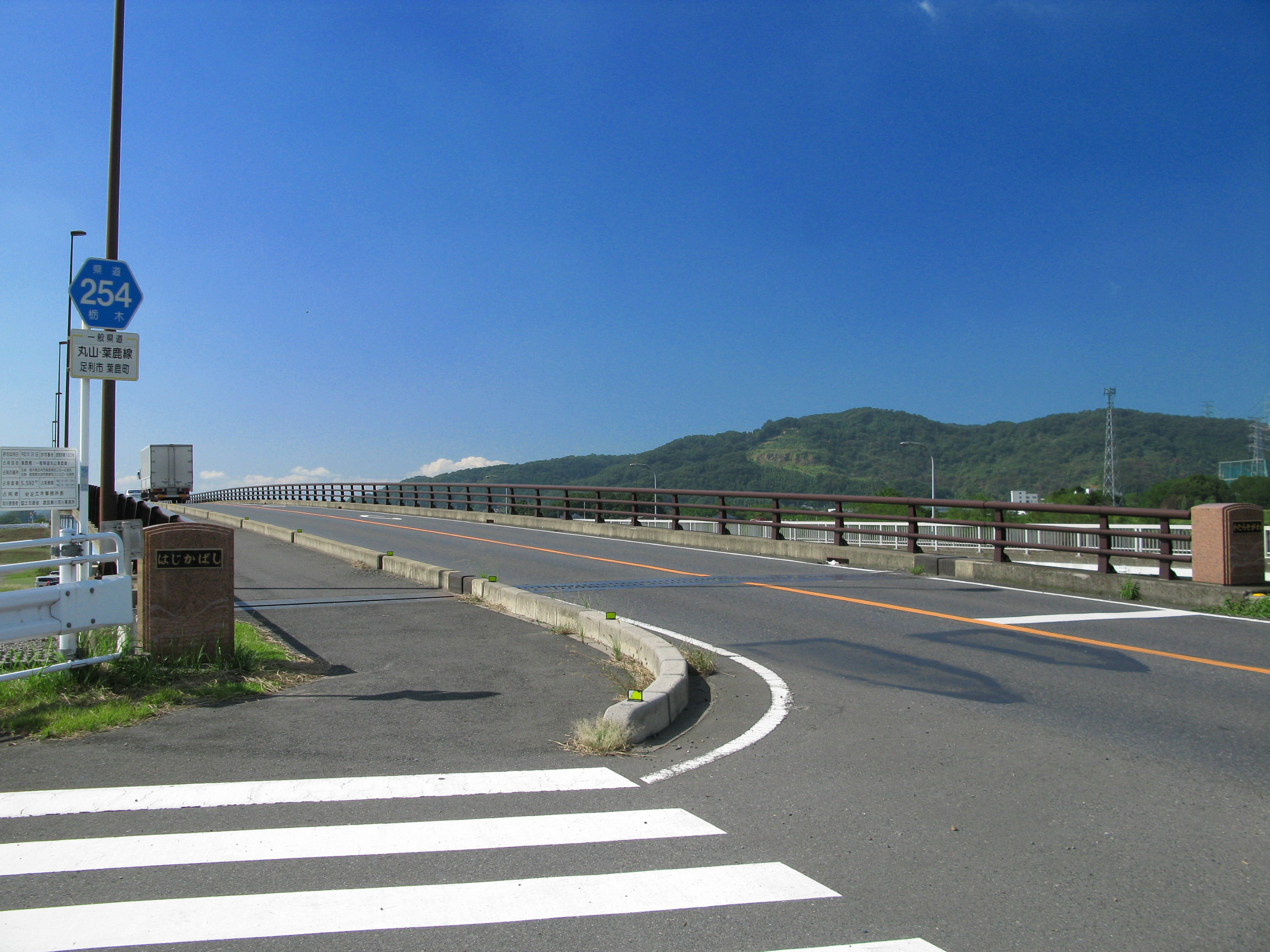
左岸側から太田市方面を望む
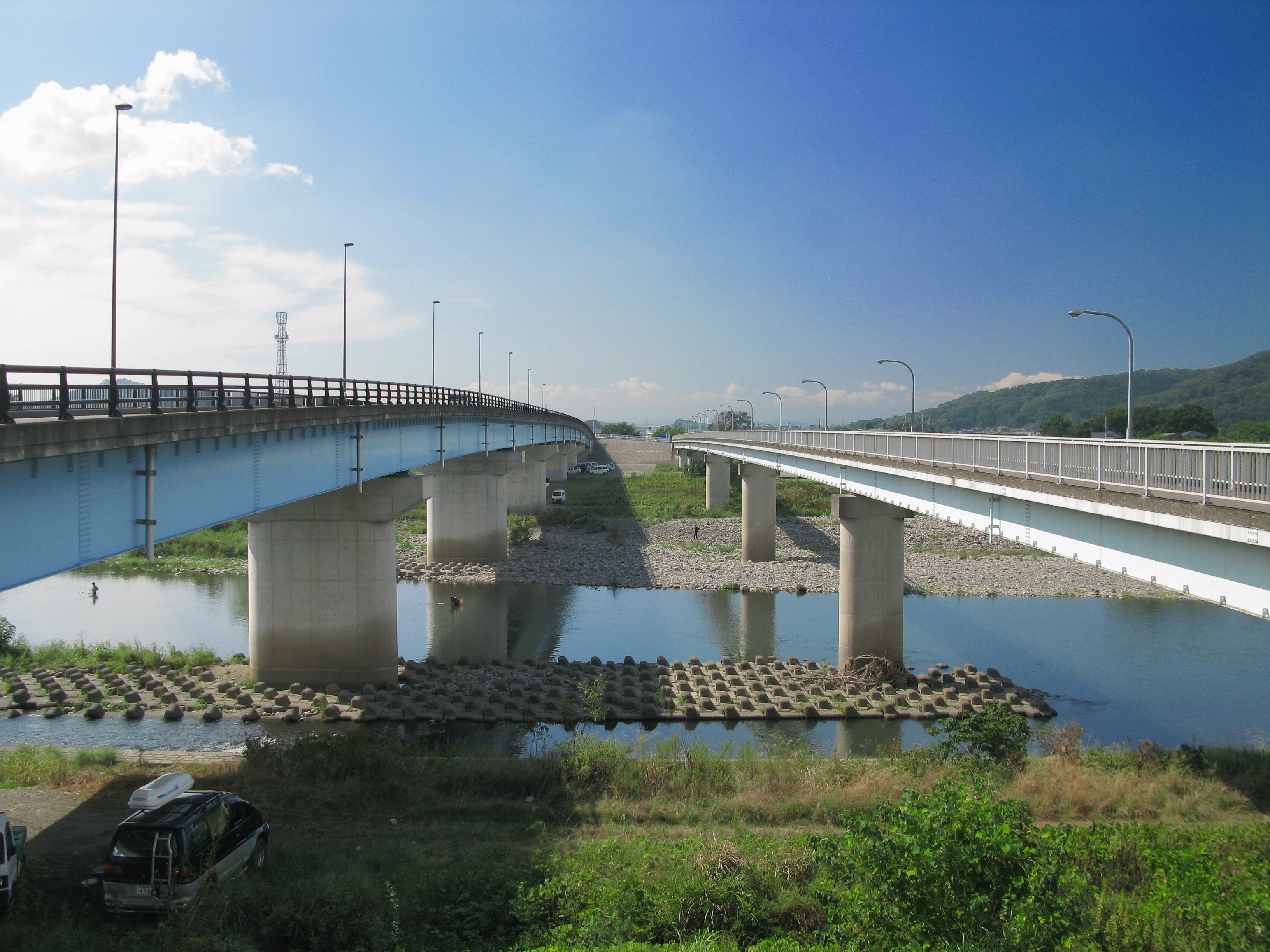
葉鹿橋と側道橋

## 隣の橋
- 渡良瀬川
  - 昭和橋 - 松原橋 - 葉鹿橋 - 鹿島橋 - 渡良瀬川橋